# Calificările pentru Campionatul Mondial de Fotbal 2018 (AFC) – runda a patra
Runda a patra din meciurile AFC pentru Calificările pentru Campionatul Mondial FIFA 2018 se vor desfășura pe 5, respectiv, 10 octombrie 2017.

## Format
În runda a patra, echipele clasate pe locul al treilea din cele două grupe din runda a treia, va concura într-un mini turneu tur-retur. Câștigătorul avansează către play-off-ul inter-confederații cu echipa clasată pe locul al patrulea în runda a cincea în zona CONCACAF.
Ordinea cele două meciuri a fost predeterminată de AFC, a fost anunțată în timpul tragerei la sorți pentru a treia rundă. Echipa de pe locul trei în grupa A va găzdui primul meci, în timp ce echipa a treia din grupa B va găzdui a doilea meci.

## Echipe calificate
| Group (Runda a treia) | Third place |
| --------------------- | ----------- |
| A                     | Siria       |
| B                     | Australia   |

## Meciurile
| Echipa 1 | Scor gen. | Echipa 2  | Tur | Retur |
| -------- | --------- | --------- | --- | --- |
| Siria    | 2–3       | Australia | 1–1 | [[Calificările pentru Campionatul Mondial de Fotbal 2018 (AFC) Runda a patra#Australia v Syria\|2–1 d.p.]] |

| Siria               | 1–1                        | Australia |
| ------------------- | -------------------------- | --------- |
| Al Somah 85' (pen.) | Report (FIFA) Report (AFC) | Kruse 40' |

| Australia        | 2–1 (d.p.)                 | Siria       |
| ---------------- | -------------------------- | ----------- |
| Cahill 13', 109' | Report (FIFA) Report (AFC) | Al Somah 6' |

## Marcatori
2 goluri
- Tim Cahill
- Omar Al Somah

1 gol
- Robbie Kruse

## Lincuri externe
- Official FIFA World Cup website
  - Qualifiers – Asia: Round 4 Arhivat în 5 septembrie 2015, la Wayback Machine., FIFA.com
- FIFA World Cup, the-AFC.com